# Jonílson Clovis Nascimento Breves
Jonílson Clovis Nascimento Breves (født 28. november 1978) er en tidligere brasiliansk fodboldspiller.